# Indigenisierung
Indigenisierung ist eine Form des kulturellen Wandels, bei der traditionelle Gesellschaften „etwas Fremdes“ übernehmen, akzeptieren und in ihre traditionelle Kultur als „etwas Eigenes“ innovativ einbinden.
Handelt es sich im umgekehrten Fall um gezielt organisierte und nachhaltig angelegte Bestrebungen zur Wiederbelebung traditionell-eigener Kulturelemente in neuer Form, spricht man von Re‑Indigenisierung. Dieser Prozess wird jedoch häufig  undifferenziert ebenfalls als Indigenisierung bezeichnet.
Indigenisierung/Re-Indigenisierung ist häufig eine Gegenbewegung zur Assimilierung an die moderne Zivilisation; eine Reaktion auf die Konfrontation mit einer anderen Kultur. Im Unterschied zur Diffusion einzelner Kulturelemente findet nicht nur eine einfache Addition statt, sondern eine umfassende Reinterpretation des Neuen mit dem Ziel einer Bewahrung und Stärkung der kulturellen Identität im Rahmen einer authentischen Neu-Konstruktion zu einer „modifizierten Tradition“.
In diesem Sinne ist jeder Indigenisierungsprozess keine Tradierung, sondern eine selbst gewählte Form der Modernisierung, die sich auf alle Kulturelemente – Subsistenz, Folklore, Sprache, Sitten – beziehen kann.
In der Regel benötigen solche Entwicklungen passende politische und soziale Rahmenbedingungen. Dazu gehört die Vertretung indigener Völker und ihrer Rechte bei den Vereinten Nationen (Ständiges Forum für indigene Angelegenheiten, UN-Arbeitsgruppe über Indigene Bevölkerungen usw.), die Erlangung territorialer Selbstbestimmung in autonomen Regionen (z. B. Nunavut, Grönland) und Staaten (z. B. Bolivien, Simbabwe) oder auch die Anerkennung ihrer Kulturen durch die Weltöffentlichkeit sowie die Idee des Multikulturalismus. Nach Samuel P. Huntington ist Indigenisierung/Re‑Indigenisierung ein Prozess der Identitätsstiftung, der immer eine Kombination aus ethnischer Kultur, Macht und politischer Institutionalisierung beinhaltet.

## Indigenisierung traditioneller Gemeinschaften

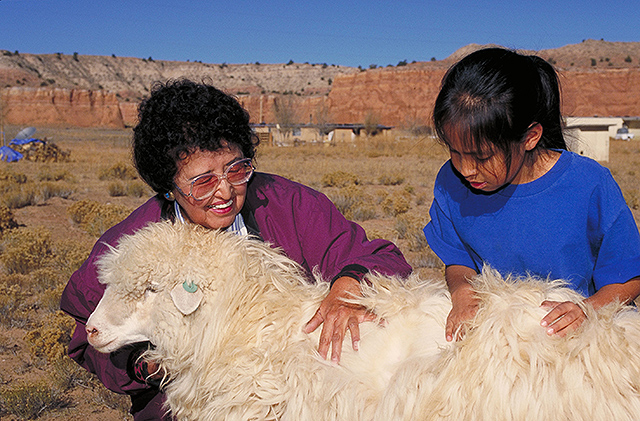
Das europäische Schaf führte bei den Navajo schon vor Jahrhunderten zu einer „modifizierten Tradition“

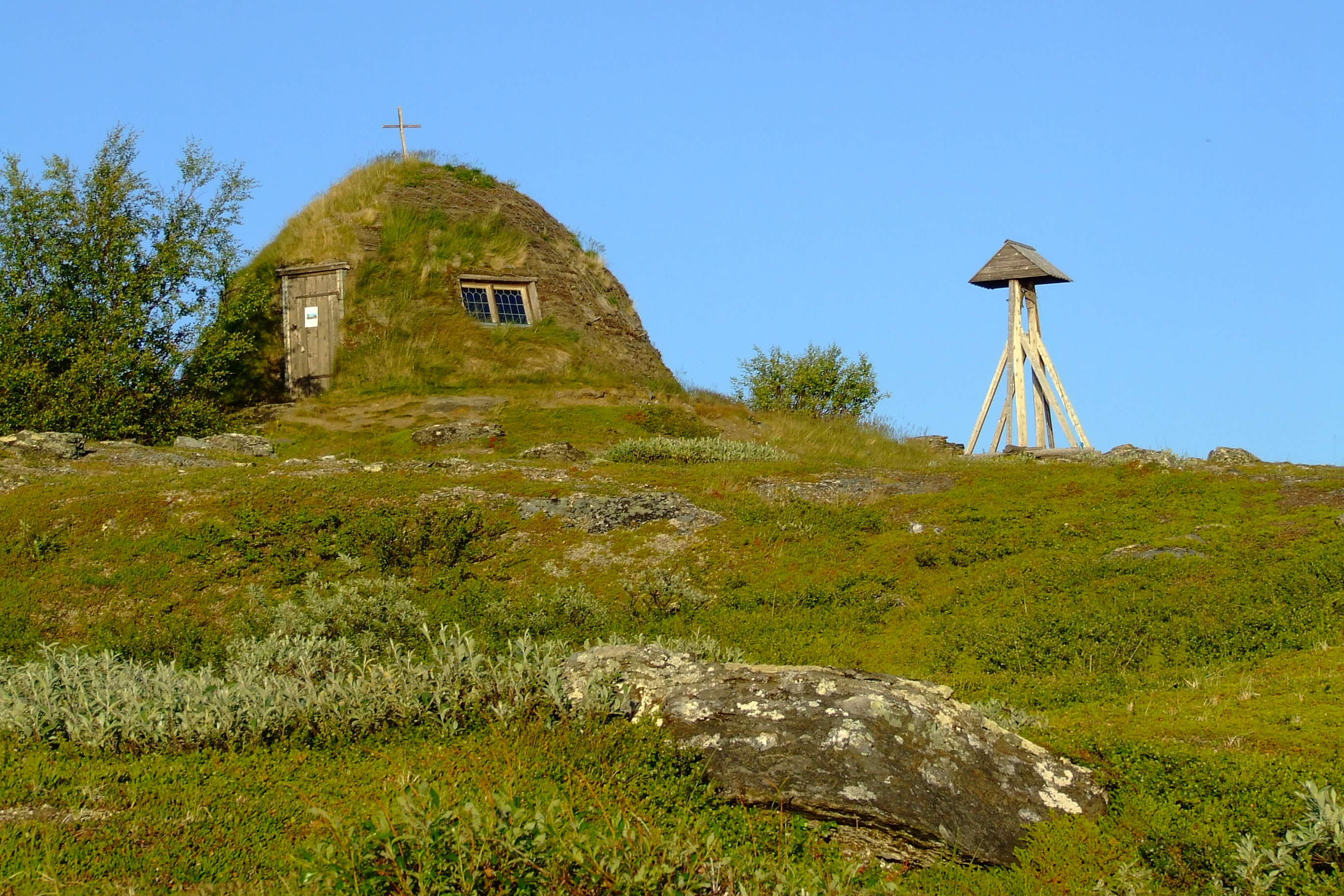
Eine christliche Kåta-Kirche in Sápmi im Stil der indigenen Sámi

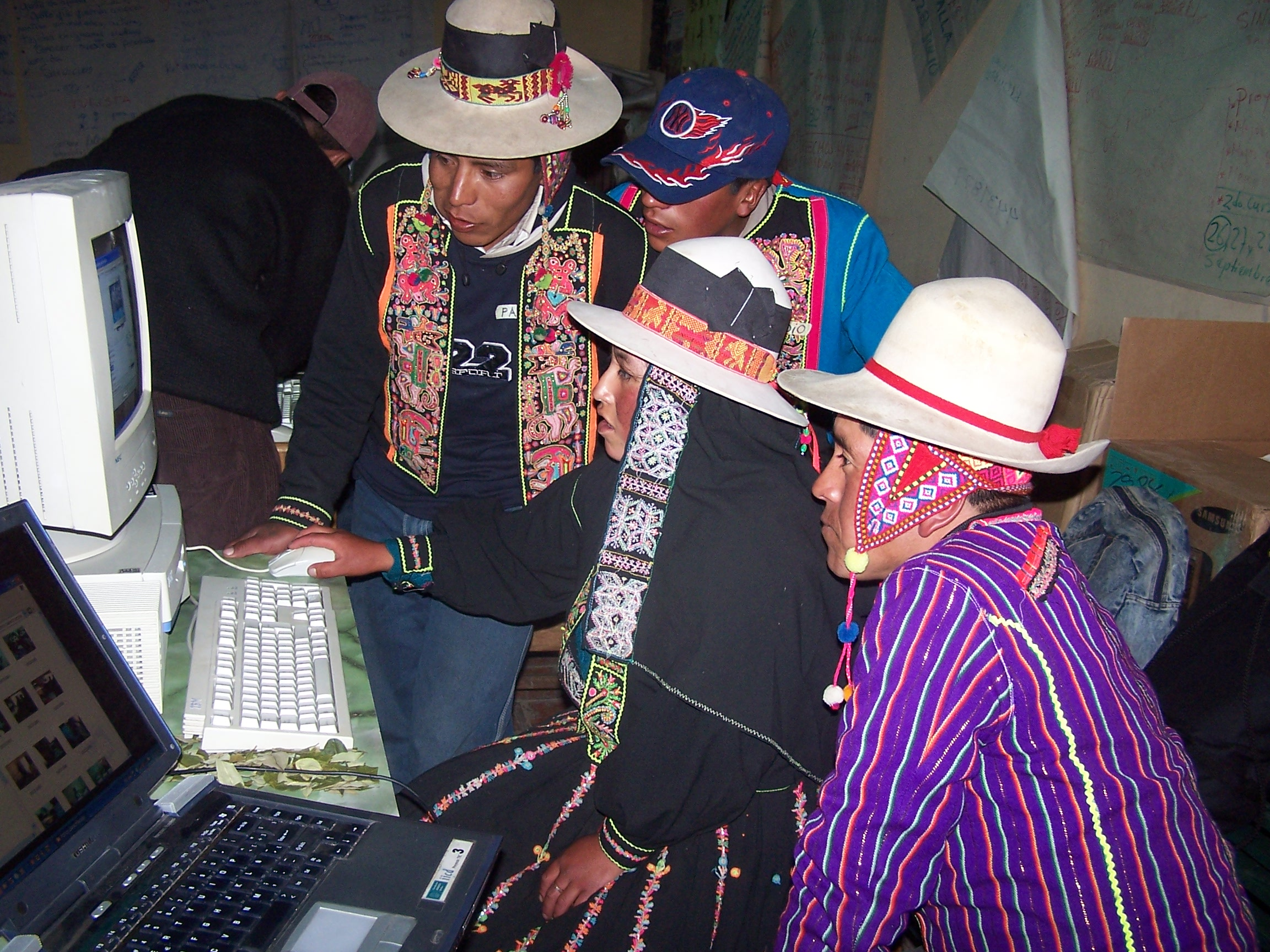
Traditionelle bolivianische Indigene am Computer. Manchen Gruppen gelingt es, moderne Technik zu adaptieren und dennoch ihre Lebensweise zu bewahren

Seit der Zeit der europäischen Expansion auf der Erde sind die meisten außereuropäische Völker den Kulturen der Eroberer in Form von Kolonisierung, Ausbeutung, Sklaverei, Vertreibung, Unterdrückung, Christianisierung usw. bis hin zum geplanten Ethnozid; aber auch allein durch den Kontakt zu modernen Technologien und Gesinnungen ausgesetzt. Wie immer beim Kontakt verschiedener Lebensweisen wurden dabei von Anfang an umfangreiche Wandlungsprozesse eingeleitet. Die Dominanz der Europäer führte insbesondere bei den nicht-industrialisierten Gesellschaften zu Akkulturationsprozessen.
Indigenisierung setzt sich diesem Trend entgegen, indem die Betroffenen versuchen, die fremden Einflüsse vor dem eigenen Hintergrund zu bewerten und sich die nutzbringenden Elemente so anzueignen, dass sie sich harmonisch in die traditionelle Kosmologie einfügen.
Beispiele für solche Formen der Indigenisierung sind etwa die Entstehung der indianischen Reiterkulturen durch die Übernahme des Pferdes, die Schafzucht der Navajo, der Kirchenbau im Stil indigener Kulturen, die Einführung von Häuptlingsämtern in vorher herrschaftsfreien (akephalen) Gesellschaften oder in jüngster Zeit der Einsatz moderner politischer Mittel im Kampf gegen fremde Machthaber.
Die Asháninka des peruanisch-brasilianischen Grenzgebietes sind ein bekanntes Beispiel für Bestrebungen, moderne Kulturelemente harmonisch zu integrieren: Sie forsten zerstörte Regenwaldflächen auf und lehren Fremde in einer eigens eingerichteten Schule die Methoden ihrer nachhaltigen Landwirtschaft. Überdies haben sie via Photovoltaikanlage einen Internetanschluss, über den sie unter anderem Kontakt zu den Behörden aufnehmen können, wenn die „Tropenholz-Mafia“ bei ihnen auftaucht.
Aus den tropischen Regenwäldern – in denen noch die meisten traditionellen Gemeinschaften der Erde leben – sind viele Beispiele bekannt, bei denen Ethnien bestimmte Werte und Vorstellungen des Westens indigenisieren, in der Hoffnung, dadurch von der Weltgemeinschaft anerkannt zu werden. Sie treten etwa als „unbestechliche Bewahrer der natürlichen Vielfalt“ auf und transformieren ihren tatsächlichen Respekt vor „Mutter Erde“ zur Ideologie. Westliche Naturschützer instrumentalisieren die vermeintlich ursprüngliche Philosophie und erheben die Indigenen zu „edlen Wilden“, die keinem Tier und keinem Baum etwas zu Leide tun. Dieses Bild ist natürlich nicht authentisch und führt schnell zum Gegenteil dessen, was die Menschen erreichen wollten, denn sowohl die traditionelle Jagd als auch der Verkauf von Holzfällerlizenzen, um etwas Geld für die Stammeskasse zu erwirtschaften, werden von vielen unwissenden westlichen Sympathisanten dann als „Verrat an der Tradition“ gewertet.

## Re-Indigenisierung assimilierter Gemeinschaften

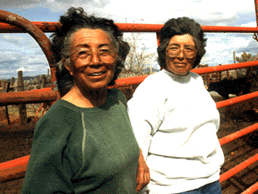
Die Western Shoshone-Indianerinnen Carrie (re.) und Mary Dann (li.) versuchen, nachhaltiges Ranching mit den Traditionen ihres Volkes zu harmonisieren

Eine große kulturelle Distanz und die weiter oben genannten Ereignisse seit dem 16. Jahrhundert führen im fortgeschrittenen Stadium der Assimilation sehr häufig zu weitreichenden negativen Konsequenzen („Entwurzelung“, Marginalisierung, zunehmende Abhängigkeiten, Verlust der Traditionen u. v. a.).
Unter solchen Umständen kann Unzufriedenheit, Armut, Rassismus und Frustration zu einer Re-Indigenisierung führen: Traditionelle Kultur-Elemente werden in der (übernommenen) modernen Kultur re-interpretiert und neu belebt. Re-Indigenisierung ist im Gegensatz zur Indigenisierung immer gezielt organisiert und eine nachhaltige, aber ebenso (im modernen Sinne) zweckmäßige und gewinnbringende Strategie, die neben dem materiellen Nutzen vor allem das „Wir-Gefühl“ stärken soll.

## Indigenisierung in modernisierten Gesellschaften

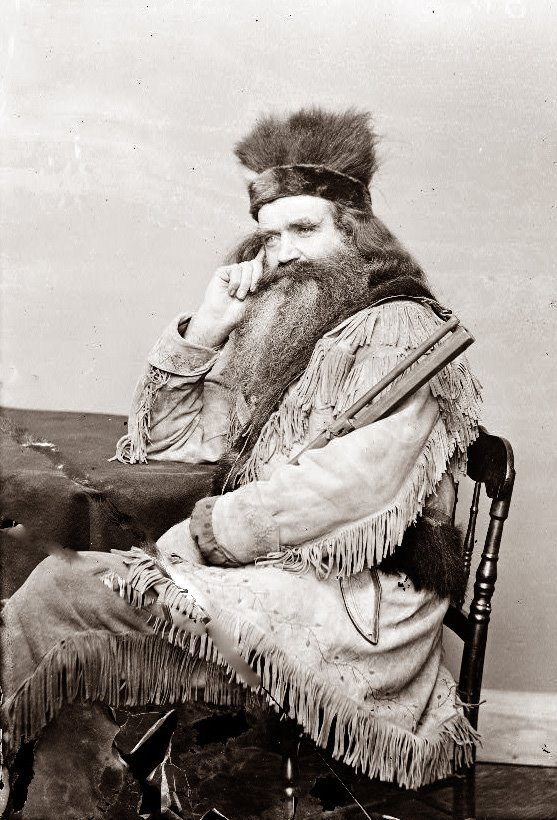
Mountain Man in typisch euro-indianischer Aufmachung

Selbstredend kann der Kulturkontakt auch zu Veränderungen in der dominanten Kultur führen. Das trifft zum Beispiel auf die Trapper und Mountain Men sowie viele Bewohner der Grenzgebiete während der europäischen Besiedlungsgeschichte Nordamerikas zu, die Kleidungsstile, Schmuck und verschiedene Sitten von den benachbarten Indianern übernahmen.
Allgemein wird der Begriff Indigenisierung auch auf die Integration neuer kultureller Muster in westlichen Gesellschaften bezogen, beispielsweise in der Musikrichtung Rap. Auch hier liegt eine Umdeutung übernommener Elemente aus traditionellen Kulturen im Sinne einer Anpassung an die eigene Kultur vor.
Schließlich wird auch die Abkehr vom eurozentrischen Denken und die Rückkehr zu traditionellen Vorstellungen, Ausdrucks- und Sichtweisen in bereits stark modernisierten Gesellschaften als Indigenisierung bezeichnet. Ein Beispiel dafür ist die Ethnologie in der arabischen Welt, die sich zunehmend „nicht-westlicher“
theoretischer Paradigmen und methodischer Ansätze bedient.

## Staatlich verordnete Indigenisierung und Indigenismus
Sofern die Bewahrung und Förderung indigener Traditionen im Hinblick auf eine sozial verträgliche Integration von staatlichen (also zumeist nicht indigenen) Institutionen ausgeht, spricht man von Indigenismus. Es gibt dafür einige Beispiele aus Mesoamerika.
Im Gegensatz zu den anderen Kontinenten bilden traditionelle Gemeinschaften in Afrika südlich der Sahara in der Regel die Bevölkerungsmehrheit. Viele traditionelle Strukturen sind hier trotz der langen Kolonialgeschichte erhalten geblieben. In Zeiten der Globalisierung steigt der Druck der Weltkultur erheblich an. Insbesondere die Wirtschaft der afrikanischen Staaten ist gezwungen, sich den „globalen Spielregeln“ unterzuordnen, wenn sie zukünftig davon profitieren möchten. In Simbabwe gibt es Bestrebungen zur Indigenisierung der Wirtschaft: Mit Hilfe eines „Indigenisierungsgesetzes“ sollen ausländische Firmen gezwungen werden, mindestens 51 Prozent der Firmenanteile an die Simbabwer abzugeben. Auch in Ruanda und Tansania gibt es Initiativen, den modernen Fortschritt vom kolonialen Erbe zu trennen und mit der Tradition zu harmonisieren.